# Universitatea Blaise Pascal din Clermont-Ferrand
Universitatea Blaise Pascal (în franceză Université Blaise-Pascal), cunoscută și sub numele de Université Blaise Pascal, Clermont-Ferrand II sau doar Clermont-Ferrand II, a fost o universitate publică cu campusul principal întins pe o suprafață de 53 acri (210.000 m2) în orașul Clermont-Ferrand (Franța) și cu filiale în alte părți ale regiunii Auvergne, precum Vichy, Moulins, Montluçon și Aubière. Universitatea Blaise Pascal a fuzionat cu Universitatea din Auvergne⁠(d) la 1 ianuarie 2017 pentru a forma Universitatea Clermont Auvergne⁠(d).

## Istoric
Reforma învățământului superior din Franța, inițiată în anul 1969 prin adoptarea legii Faure⁠(d), a determinat apariția unor divergențe mari, în special politice, în cadrul Universității din Clermont-Ferrand⁠(d), care s-a scindat în 1976 în două instituții separate: Universitatea Clermont-Ferrand 1⁠(d) (cunoscută ca Universitatea din Auvergne), care a păstrat facultățile de drept, economie și medicină și un institut universitar de tehnologie⁠(d), și Universitatea Clermont-Ferrand 2 (ulterior Universitatea Blaise Pascal), care a preluat facultățile de litere, științe umane, științe exacte, științe ale naturii și tehnologie.
Universitatea Clermont-Ferrand 2 a fost redenumită în 1987, primind numele matematicianului, omului de știință și filozofului Blaise Pascal, care s-a născut la Clermont. Au existat atunci trei propuneri: Blaise Pascal a obținut o majoritate de 44 de voturi, în timp ce celelalte două propuneri (Teilhard de Chardin și Fernand Raynaud⁠(d)) au obținut 28 și respectiv 6 voturi.
După scindare, relațiile dintre cele două universități au fost slabe sau chiar inexistente, dar situația s-a îmbunătățit treptat. În cursul anilor 2000 cele două unități s-au apropiat semnificativ, colaborând la câteva programe de formare și dezvoltând un plan comun pe patru ani. În mai 2008, polul de cercetare și învățământ superior⁠(d) Clermont Université a reunit Universitatea din Auvergne⁠(d) (UdA), Universitatea Blaise Pascal (UBP), Școala Națională de Ingineri Specializați în Lucrări Agricole⁠(d) din Clermont-Ferrand (ENITA), Școala Națională de Chimie din Clermont-Ferrand⁠(d) (ENSCCF) și Institutul Francez de Mecanică Avansată⁠(d) (IFMA), pentru a asigura vizibilitatea și atractivitatea mediului universitar Clermont la scară internațională.
Între 2007 și 2009, universitatea a construit Centrul de Limbi și Multimedia (CLM), pe domeniul Carnot, la colțul dintre rue Paul-Collomp și rue d'Amboise. CLM adăpostește, printre altele, Serviciul comun de limbi moderne, Serviciul universitar pentru studenți străini și Centrul de învățământ la distanță. Profesorul de istorie contemporană Mathias Bernard⁠(d) a fost ales în anul 2012 ca președinte al universității.
Cele două universități din Clermont-Ferrand și-au anunțat intenția de a fuziona la începutul anilor 2000 și au format în anul 2017 Universitatea Clermont Auvergne⁠(d).

### Președinți
- Pierre Cabanes⁠(d) (1977–1982)
- Jacques Fontaine (1982–1987)[12]
- Christian Boutin (1987–1992)[13]
- Jean-Marc Monteil (1992–1997)
- Jacques Fontaine (1997–2002)
- Albert Odouard (25 iunie 2002 – 10 iulie 2006)[14]
- Nadine Lavignotte (10 iulie 2006 – 22 martie 2012)[15]
- Mathias Bernard⁠(d) (22 martie 2012 – 31 decembrie 2016)[16]

## Structuri
Universitatea era formată în anul 2016 din 5 facultăți, 3 școli de inginerie și 7 institute:
- Cinci unități de formare și cercetare⁠(d) (UFR):
  - Limbi aplicate, Comerț și Comunicare (LACC), în campusul Carnot,
  - Litere, Limbi și Științe umane (LLSH), în campusul Gergovia,
  - Psihologie, Științe sociale și Științe ale educației, în campusul Carnot,
  - Științe și tehnologie (ST), în campusul Cézeaux,
  - Științe și tehnici ale activităților fizice și sportive (STAPS), în campusul Cézeaux;
- Trei institute și școli de inginerie:
  - Institut supérieur d'informatique, de modélisation et de leurs applications⁠(d) (ISIMA),
  - École supérieure du professorat et de l'éducation⁠(d) Clermont Auvergne,
  - École polytechnique universitaire de Clermont-Auvergne⁠(d) (Polytech Clermont-Ferrand);
- Institutul Universitar de Tehnologie din Montluçon;
- Observatoire de physique du globe de Clermont-Ferrand⁠(d) (OPGC).

## Statistici
În anul universitar 2013–2014 au fost înscriși la studiile Universității Blaise Pascal 16.007 studenți, dintre care aproape 2.500 erau studenți străini. În plus, Universitatea avea 970 de profesori cercetători răspândiți între numeroasele sale campusuri. Studenții puteau alege dintr-un număr de 250 de programe de studii.

## Cursuri
Universitatea Blaise Pascal a desfășurat programe de studii de licență, masterat și doctorat în arte și științe umaniste, inginerie, limbi străine și studii culturale și știință și tehnologie. A oferit, de asemenea, diplome de licență sau master în afaceri și științe sociale. 